# Правоъгълен паралелепипед
Правоъгълен паралелепипед е многостен с 6 стени, всяка от които в общия случай е правоъгълник. Това е паралелепипед, на който всички ъгли са прави и е вид кубоид. В общия случай има 3 вида правоъгълни стени, по 2 срещуположни от всеки вид.

## Общи сведения
Противоположните стeни на правоъгълния паралелепипед са eднакви и успоредни правоъгълници. Ръбовете на паралелепипеда, събиращи се в един връх, са взаимно перпендикулярни. Телесните диагонали на правоъгълния паралелепипед са с еднаква дължина. 
Примери за тела с правоъгълна форма са кутия, тухла, кирпич, класна стая или системен блок на компютър.
Дължините на три ръба на правоъгълен паралелепипед, които принадлежат на един и същ връх, понякога се наричат размери. Например, обикновена кибритена кутия има размери 50, 35 и 15 mm.
Правилен или квадратен паралелепипед е паралелепипед, в който две измерения са равни. В него две (от шест) противоположни стени са квадрати, а останалите 4 са правоъгълници. Правилният паралелепипед е квадратна правоъгълна призма.
Правоъгълен паралелепипед с равни размери се нарича куб. Всичките шест стени на куба са еднакви квадрати. Кубът е частен случай на квадратен паралелепипед, на квадратна правоъгълна кутия и на кубоид. Наричан е още хексахедрон.

## Формули
Даден е правоъгълен паралелепипед {\displaystyle ABCDHEFG}.
Околна повърхнина {\displaystyle S_{c}=2c(a+b)}, 
където {\displaystyle a} и {\displaystyle b} са страните на основата, {\displaystyle c} е страничният ръб на паралелепипеда.
Пълна повърхнина {\displaystyle S=2(ab+bc+ac)}.
Обем {\displaystyle V=abc}, където {\displaystyle a,b,c} са размерите на паралелепипеда.
Диагоналите на стените се определят от Питагоровата теорема:
{\displaystyle d_{ab}={\sqrt {a^{2}+b^{2}}},}
{\displaystyle d_{ac}={\sqrt {a^{2}+c^{2}}},}
{\displaystyle d_{bc}={\sqrt {b^{2}+c^{2}}}.}
Квадратът на дължината на телесния диагонал {\displaystyle d} на правоъгълен паралелепипед е равен на сумата на квадратите на трите му размера (следствие от Питагоровата теорема):
{\displaystyle d^{2}=a^{2}+b^{2}+c^{2}},
съответно дължината на телесния диагонал е:
{\displaystyle d={\sqrt {a^{2}+b^{2}+c^{2}}}.} 

## Свързани многостени
Правоъгълен паралелепипед, на който ръбовете, диагоналите на стените и пространственият диагонал са цели числа, се нарича съвършен паралелепипед или перфектен паралелепипед.  Понастоящем не е известно дали действително съществува съвършен паралелепипед.
Правоъгълен паралелепипед, на който ръбовете, диагоналите на стените и пространственият (телесният) диагонал са цели числа, се нарича Ойлеров паралелепидед или „Ойлерова тухла“. Най-малките дължини на ръбовете са 240, 117 и 44, открити от Халке през 1719 г.
Броят на различните развивки за обикновен куб е 11. Този брой обаче нараства значително до най-малко 54 за правоъгълен паралелепипед с три различни дължини.

## Приложение
Правоъгълният паралелепипед е намерил много широко приложение в практиката. Такава форма много често се използва за кутии, шкафове, стаи, сгради, контейнери, мебели, книги, здрави компютърни шасита, печатащи устройства, устройства със сензорен екран за електронни разговори, хладилници, перални, сушилни машини и т.н. Те са сред онези твърди тела, които определят тримерно пространство. Формата е доста гъвкава, тъй като може да съдържа множество по-малки правоъгълни форми, напр. захарни кубчета в кутия, кутии в шкаф, шкафове в стая и стаи в сграда.
- Кутия на пакет
- Масивна тухла
- Торта
- Солни кристали от NaCl